# Château d'Écosse
Le château d'Écosse est situé au lieu-dit Écosse (souvent épelé Ecosse) sur la commune de Bétête à environ 6km à l'Est de Genouillac (entre Guéret et La Châtre) dans le département de la Creuse et la région Nouvelle-Aquitaine.

## Historique
Le manoir d'Écosse date du XVIIe siècle.
Écosse est un toponyme dérivé de « Cossé », ou « Les Cosses »: ayant un caractère forestier. En 1140, quand fut fondée l’abbaye cistercienne de Prébenoît, la région était couverte de bois : la forêt de Cosset. Le domaine d'Écosse résulte d'une déforestation locale et d’un groupement d’habitations sur ces terres appartenant aux moines.
C'est un certain Jacques Gérouilhe qui fait construire le manoir au milieu du XVIIe siècle, avec des caractéristiques défensives de peu d'utilité à l'époque, mais il s'agissait de faire bonne figure face aux châteaux voisins de Boussac et Sainte-Sévère notamment.
Ce petit château fut transformé profondément aux XVIIIe et XIXe siècles, pour en faire une ferme.

## Architecture
On peut qualifier ce domaine de manoir. De la bâtisse d'origine, il reste néanmoins deux tours rondes.
Originellement, entre les deux tours rondes, un mur épais percé de deux portes (dont l’une a disparu) soutenait une passerelle en bois posée sur des poutres et recouverte par un toit pentu. 
En face du logis, une ouverture menait sur un jardin à la française longé par un canal en eau, et la galerie du mur se terminait par une tour carrée, aujourd'hui complètement rasée et qui devait abriter le four de la boulangerie du domaine.

## Alentours
Le château d'Écosse est situé à quelques centaines de mètres à l'ouest du château de Moisse.